# Augusto Trujillo Arango
Augusto Trujillo Arango (Santa Rosa de Cabal, Risaralda, Colômbia, 5 de agosto de 1922 - Manizales, 24 de fevereiro de 2007) foi arcebispo de Tunja na Colômbia.
Augusto Trujillo Arango foi ordenado sacerdote em 6 de agosto de 1945 em Manizales. Em 1957 foi nomeado bispo auxiliar na Arquidiocese de Manizales e bispo titular de Nisyrus. Em 1960 João XXIII fez a nomeação como Bispo de Jericó, e em 1970 como sucessor de Ángel María Ocampo Berrio nomeado pelo Papa Paulo VI como Arcebispo de Tunja. Em 1998, sua renúncia foi concedida por João Paulo II.